# フェイバリット (辞典)
『フェイバリット』（Favorite）は、東京書籍が発行している英和辞典と和英辞典のシリーズである。

## 概要
高校生、生活一般、ビジネスなどさまざまな分野の専門用語をカバーしている。編集委員は浅野博・阿部一・牧野勤。

## 主なシリーズ一覧

### 英和辞典
- フェイバリット英和辞典
  - 第3版 - 2005年11月1日発売。2064頁。収録語数約62,000[1]。ISBN 4487395151
  - 第2版 - 2001年11月発売。1964頁。ISBN 4487395143
  - 初版 - 1996年11月発売。1903頁。ISBN 4487395119
- アドバンストフェイバリット英和辞典
  - 初版 - 2002年12月1日発売。2208頁。収録語数約100,000[2]。ISBN 4487395127
- アルファフェイバリット英和辞典
  - 第2版 - 2008年11月1日発売。1792頁。収録語数54,000（英和46,000、和英8,000）[3]。ISBN 978-4-487-39517-0
  - 初版 - 2003年11月発売。1772頁。ISBN 448739516X

### 和英辞典
- フェイバリット和英辞典
  - 初版 - 2001年11月1日発売。1824頁[4]。ISBN 4487395216
- アドバンストフェイバリット和英辞典
  - フェイバリット和英辞典の上級版。
  - 初版 - 2004年12月1日発売。2176頁。収録語数約100,000[5]。ISBN 4487395224